# Живојно
Живојно (мкд. Живојно) је насеље у Северној Македонији, у јужном делу државе. Живојно припада општини Новаци.

## Географија
Насеље Живојно је смештено у крајње јужном делу Северне Македоније, близу државне границе са Грчком (2 km јужно од насеља). Од најближег већег града, Битоља, насеље је удаљено 30 km југоисточно.
Живојно се налази у југоисточном делу Пелагоније, највеће висоравни Северне Македоније. Насељски атар на западу у пољу, док се југоисточно издиже планина Ниџе. Надморска висина насеља је приближно 700 метара.
Клима у насељу је умереноконтинентална.

## Становништво
Живојно је према последњем попису из 2002. године имало 214 становника. 
Претежно становништво по последњем попису су етнички Македонци (100%).
Већинска вероисповест било је православље.